# La Franciade

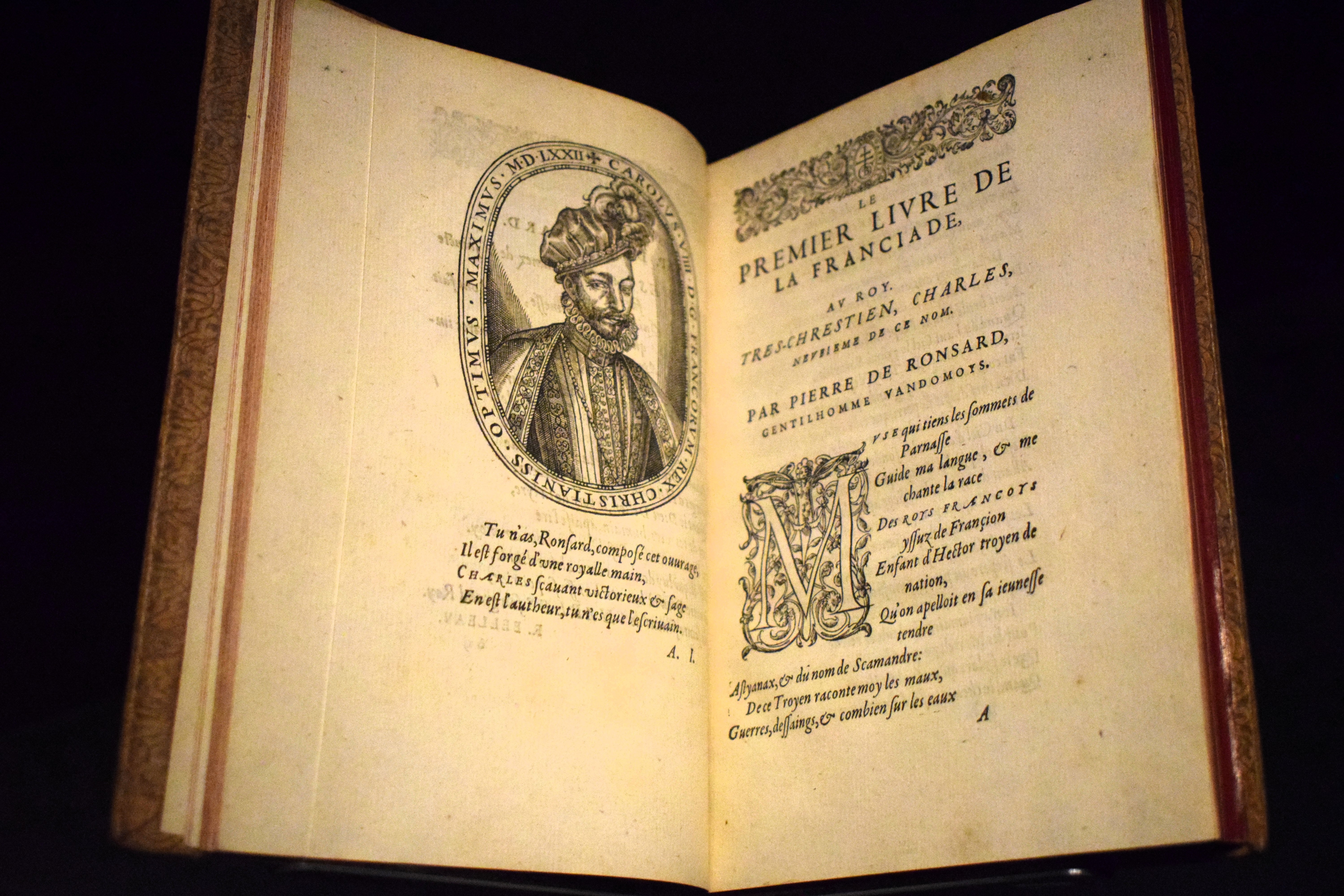
Première édition de La Franciade (1572).

La Franciade est une épopée inachevée de Pierre de Ronsard, qui devait constituer l'histoire chantée de la nation française.

## Genèse et publication
Ronsard entreprit la rédaction de la Franciade à la demande d’Henri II. Mais, après avoir publié, en 1572, les quatre premiers chants d’un poème qui devait en compter vingt-quatre, la mort de Charles IX, pour qui il rimait les aventures de Francus, lui « vainquit le courage », et il lui en aurait fallu beaucoup pour écrire encore vingt chants sur le même ton. Après cet échec, Ronsard préféra se retirer au prieuré de Saint-Cosme, étant de plus tombé en disgrâce à la mort de Charles IX et à l’accession au trône d’Henri III.
Rédigé, à la demande expresse du roi Charles IX, non pas en alexandrins, qu'il manie si largement dans les Discours, mais en décasyllabes, le poème a pour thème l'histoire de ce Francion ou Francus, prétendu fils d'Hector, qui aurait été à l'origine de la nation française : il reprend la légende de l'origine troyenne des Francs en vogue à l'époque.
Les arguments rédigés par Amadis Jamyn sur les indications de Ronsard ont permis de conserver le sujet de la Franciade.

## Sujet

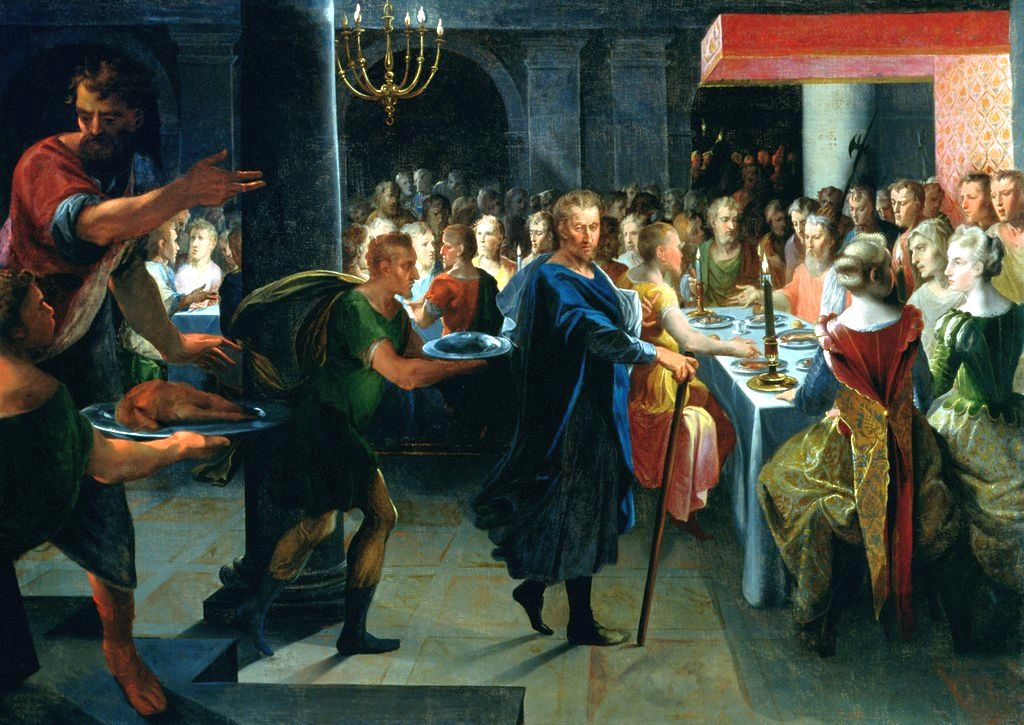
Dicé offrant un banquet à Francus, en présence de Hyante et de Climène. Peinture de Toussaint Dubreuil, entre 1572 et 1602, présente au Louvre.

Francus, fils d’Hector, vient avec une colonie de Troyens fonder la monarchie française. 
Au chant Ier, les dieux décident que le fils d’Hector, élevé incognito en Épire, par sa mère Andromaque et son oncle Hélénus, partira pour la Gaule. Mercure vient prévenir Hélénus ; on prépare une flotte. 
Au chant IIe, la flotte vogue sur la mer. Neptune et Junon s’entendent pour la détruire par une tempête ; six vaisseaux seulement abordent en Provence. Le roi du pays, Dicée, rencontre les naufragés, et leur offre l’hospitalité. Dicée a deux filles, Hyante et Clymène, qui, toutes deux, s’éprennent de Francus. Celui-ci défie un géant qui avait enlevé le fils de Dicée ; il le tue, et délivre le jeune Orée. 
Au chant IIIe, Dicée offre à Francus sa fille Hyante en mariage, mais Clymène continue à l’aimer, et lui envoie une lettre pour lui déclarer sa passion. Francus la dédaigne et elle se précipite dans la mer. 
Au chant IVe, Hyante, qui a la connaissance de l’avenir, dévoile à Francus la suite de ses destinées, et lui montre les rois francs qui doivent lui succéder. Le poème s’arrête à Charles Martel.

## Réception
Selon Gustave Lanson, La Franciade a été admirée à son apparition mais fut « sans influence : ce qui compte, ce ne sont pas les chants imprimés en 1572, c’est le dessein annoncé bien des années auparavant par Ronsard de tenter l’épopée, c’est la confiance unanime des poètes et du public qui, avec Du Bellay, le désignaient pour le souverain effort du poème héroïque, c’était l’admiration grave, le respectueux enthousiasme dont pendant tant d’années on entoura celui qui marchait dans les voies d’Homère et de Virgile. La gloire épique de Ronsard réside dans l’opinion qui précéda, qui attendit son œuvre, et non dans l’œuvre même, qui, somme toute, fit un médiocre bruit. »